# Chalcolampra
Chalcolampra es un género de escarabajos de la familia Chrysomelidae. En 1853 Blanchard describió el género. Habitan en Australia, especialmente al sudeste.  Hay más de 25 especies:
- Chalcolampra adelioides Lea, 1903
- Chalcolampra consimilis Lea, 1903
- Chalcolampra distinguenda Blackburn, 1889
- Chalcolampra fulvomontis Reid, 1993
- Chalcolampra laticollis Clark, 1865
- Chalcolampra longicornis Lea, 1929
- Chalcolampra marmorata Baly, 1865
- Chalcolampra multinoda Reid, 1993
- Chalcolampra pacifica (Erichson, 1842)
- Chalcolampra pallida Weise, 1923
- Chalcolampra rufinoda Lea, 1904
- Chalcolampra rustica Blackburn, 1890
- Chalcolampra walgalu
- Chalcolampra winnunga